# Tuxford
Tuxford är en by och en civil parish i Bassetlaw i Nottinghamshire i England. Orten har 2 516 invånare. Byn nämndes i Domedagsboken (Domesday Book) år1086, och kallades då Tuxfarne.